# Ahlon Township
Ahlon Township (em birmanês: အလုံ မြို့နယ်, também Ahlone Township) está localizado na parte oeste de Rangum. O município compreende onze wards e faz fronteira com os municípios de Sanchaung e Kyimyindaing ao norte, com o rio Rangum a oeste, com o município de Dagon a leste e com o município de Lanmadaw ao sul.
Os cais de Ahlon, administrados pela Autoridade Portuária de Myanmar, estão localizados no sudoeste de Ahlon. O Asia World também opera um porto em Ahlon desde 2000. O parque Thakin Mya é o principal parque do município. Esse parque foi reconstruído em 2014 e antes era um parque abandonado por muitos anos. O município de Ahlon já abrigou o mercado Thiri Mingala, o maior mercado atacadista e varejista de Rangum até 2010, quando o Comitê de Desenvolvimento da Cidade de Rangum iniciou os preparativos para transferir o mercado para o município de Hlaing, nos subúrbios, para permitir a expansão das pistas na rodovia Strand e a expansão dos cais do Asia World.

## População
O município de Ahlon tem 55 482 residentes em março de 2014. A maioria dos residentes são mulheres, 53,9% da população, e os homens, 46,1%.

## Educação
Ahlon tem dez escolas primárias, duas escolas de ensino fundamental e seis escolas de ensino médio.

## Turismo
A seguir estão algumas escolas de ensino médio em Ahlon fundadas ao longo de muitas décadas.
| Estrutura                          | Tipo   | Endereço                          | Notas |
| ---------------------------------- | ------ | --------------------------------- | ----- |
| Escola de Ensino Fundamental n.º 4 | Escola | Estrada Baixa de Kyimyindaing, 57 |       |
| Escola de Ensino Fundamental n.º 6 | Escola | Estrada Min Yel Kyaw Zwar         |       |